# Toei série 5500
La série 5500 (5500形, 5500-gata) du Bureau des Transports de la Métropole de Tokyo (Toei) est un type de rame automotrice exploitée depuis 2018 sur la ligne Asakusa du métro de Tokyo au Japon.

## Description
Les rames série 5500 sont basées sur le modèle Sustina S13 du constructeur J-TREC. Elles sont composées de 8 voitures avec chacune 3 paires de portes.
L'espace voyageurs se compose de banquettes longitudinales. Des sièges prioritaires sont installés aux extrémités des voitures.
Le design extérieur de la cabine de conduite est inspiré d'un motif venant du kabuki.

## Histoire
La première rame est entrée en service le 30 juin 2018.

## Services
Affectées à la ligne de métro Asakusa, les rames circulent également sur les lignes de banlieue interconnectées :
- ligne Hokusō,
- ligne principale Keisei,
- ligne Keisei Oshiage,
- ligne principale Keikyū,
- ligne Keikyū Aéroport.

## Galerie photos

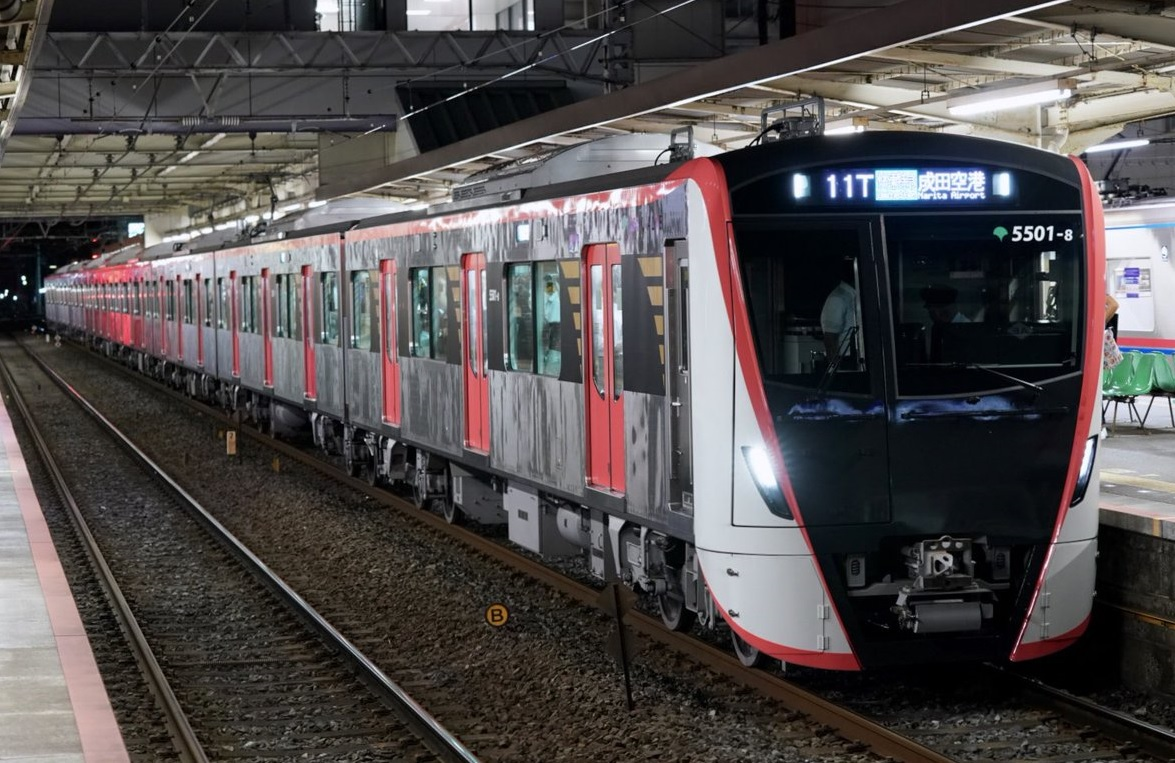
Une rame à la gare de Yachiyodai.
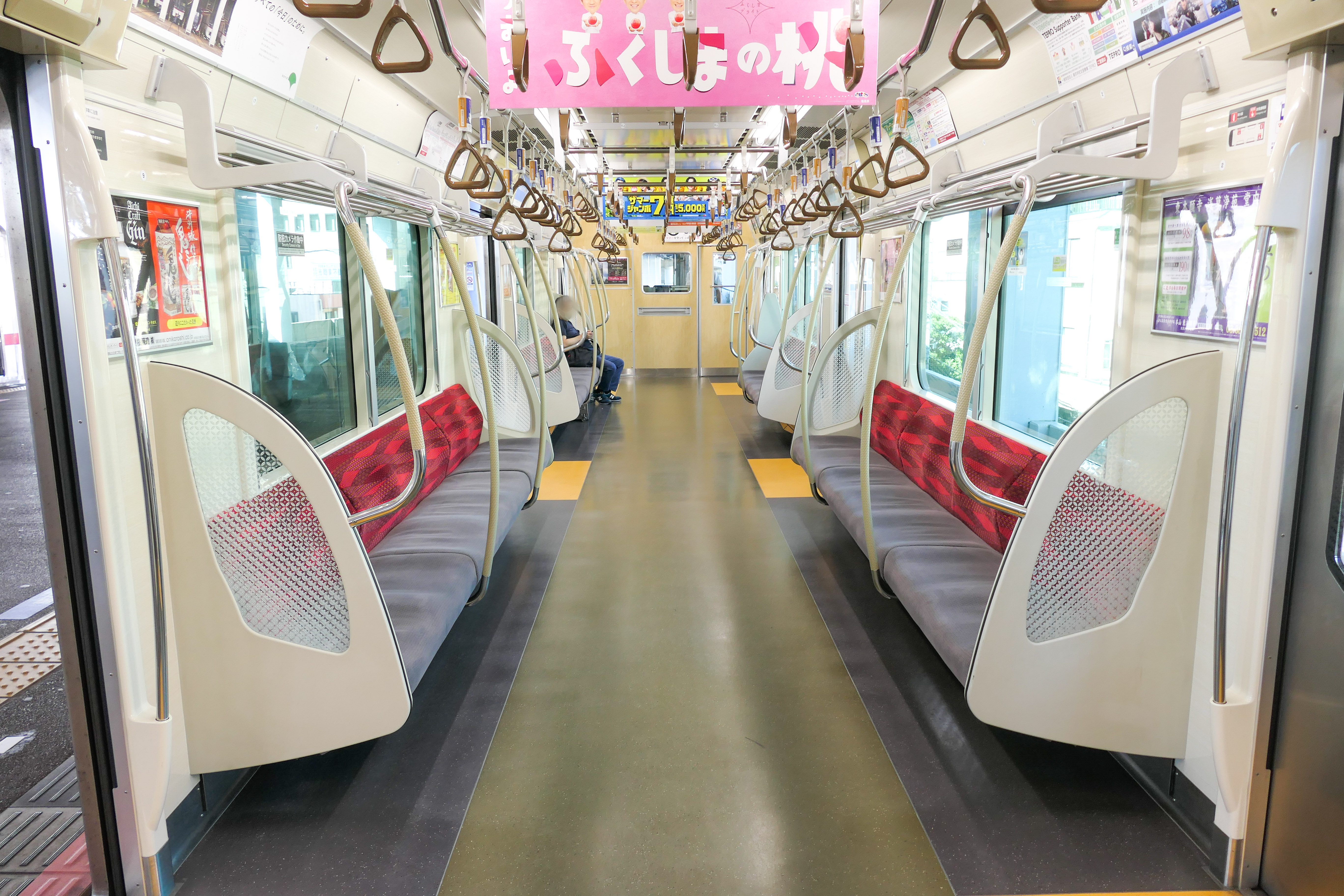
Intérieur de la rame.
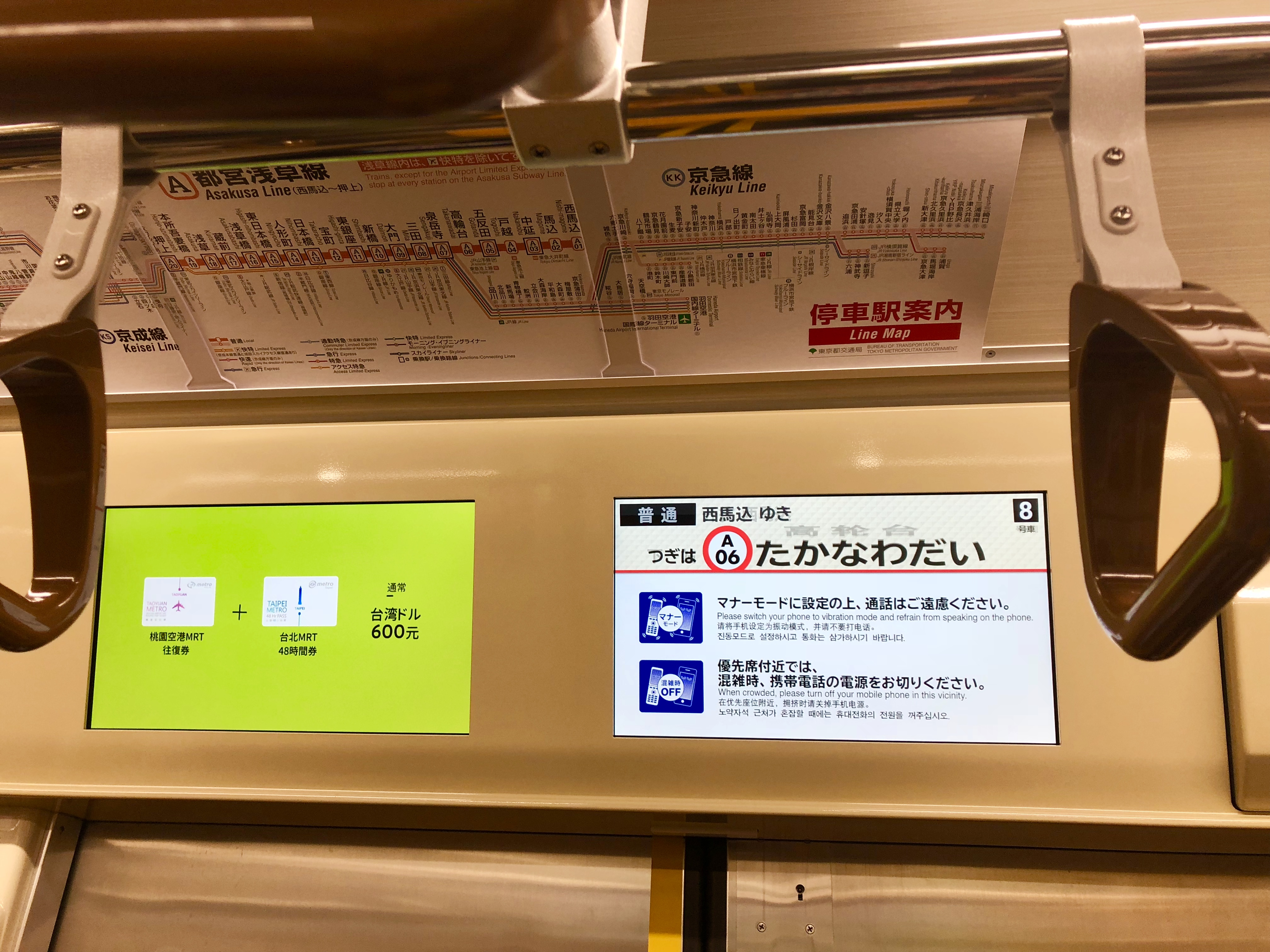
Ecrans d'information voyageurs.